# Seutera angustifolia
Seutera angustifolia là một loài thực vật có hoa trong họ La bố ma. Loài này được (Pers.) Fishbein & W.D. Stevens mô tả khoa học đầu tiên năm 2005.